# Cosmovitral Jardín Botánico
El Cosmovitral Jardín Botánico es un espacio que se encuentra en la ciudad de Toluca capital del Estado de México, en México.
El edificio que alberga el jardín botánico es una estructura Art Nouveau de hierro forjado construida durante el Porfiriato, a principios del siglo XX para alojar al Mercado 16 de septiembre. 
El diseño plástico de este gran vitral es obra del artista mexiquense Leopoldo Flores. El cosmovitral es una sucesión cromática y temática sin un principio ni fin delimitados, cuya contemplación puede iniciarse en cualquiera de sus partes.

## Historia
Originalmente el proyecto, concebido por el gobernador Jorge Jiménez Cantú y la Presidenta Municipal de Toluca, Yolanda Sentiés de Ballesteros, involucraba, a la par del Cosmovitral, la construcción de un Jardín Botánico (con plantas endémicas de la región del Estado de México, debidamente identificadas y etiquetadas con su nombre científico: Especie, Género y Familia, así como su uso medicinal y/o general, y su nombre "vulgar". Para lo cual, se solicitó oficialmente la participación del Jardín Botánico de la UNAM, con su Director, MC Víctor Corona Nava Esparza y la del Encargado de la Colección de Semillas del Jardín Botánico Exterior, Biól. Fernando Amilpa Trujillo, quienes realizaron todo el trabajo de investigación, colecta y ubicación de los especímenes (Plantas y Rocas) en el interior del recinto, y cuya participación inició desde la concepción (bosquejo) del proyecto -que incluía la demolición del antiguo Mercado 16 de septiembre, de estilo porfiriano, la adecuación de toda el área -que comprendía la construcción de un suelo fértil y ad hoc al crecimiento de las plantas (tema este que condujo a muchos enfrentamientos con el artista Flores, dado que todo el vitral sería construido en colores cuya longitud de onda interfiere con el correcto crecimiento de las plantas; no obstante que el proyecto de Jardín Botánico era tan importante como la construcción del Cosmovitral, se impuso este último y las plantas tuvieron que ser sustituidas por plantas ornamentales sin ninguna connotación botánica y didáctica, sino sólo recreativa).
En 1980, se estableció el jardín botánico con especies vegetales endémicas de diversos países del mundo.
Su temática es la dualidad universal, la oposición de la noche con el día, de la mujer con el hombre, del bien con el mal; una síntesis de expresión cosmogónica. En el frente de este vitral destaca un gran círculo de fuego donde se inscribe la figura del hombre, recordando la proporción áurea pitagórica. Quien se interna en el jardín, se olvida de la ciudad y sus ruidos, para deleitarse en un mundo de vegetación, luz y color. La visión inmediata del vitral deja percibir el tema principal de la obra: el día y la noche, la vida y la muerte, la creación y la destrucción; así, invita a observar esa eterna lucha de opuestos plasmada con vidrio.

## Identidad
El Cosmovitral, obra que ha servido de identidad a la ciudad y al Estado de México, es uno de los más grandes del mundo; Idea generada y creada por el entonces gobernador del Estado de México Jorge Jiménez Cantú. Misma que le llevó un año a Leopoldo Flores en diseñar y plasmar con los artesanos vitralistas, encabezados y coordinados por el entonces director general de Casa de las Artesanías del Estado de México, Gerardo Lechuga Gil, los cuales tardaron 3 años en realizarlo. 
Consta de 48 vitrales, para construirlo se emplearon aproximadamente 75 toneladas de estructura metálica, 45 toneladas de vidrio soplado y 25 toneladas de cañuelas de plomo; lo forman 500.000 fragmentos de vidrio de 28 colores diferentes.

## Ubicación
El Cosmovitral se ubica en Benito Juárez y Sebastián Lerdo de Tejada s/n, Col. Centro, C.P. 50000, Toluca, Estado de México  frente al palacio de gobierno.